# Зановіне
Зановіне (пол. Zanowinie) — село в Польщі, у гміні Дорогуськ Холмського повіту Люблінського воєводства.
Населення — 81 особа (2011).
У 1975-1998 роках село належало до Холмського воєводства.

## Демографія
Демографічна структура станом на 31 березня 2011 року:
|          | Загалом | Допрацездатний вік | Працездатний вік | Постпрацездатний вік |
| -------- | ------- | ------------------ | ---------------- | -------------------- |
| Чоловіки | 40      | 10                 | 23               | 7                    |
| Жінки    | 41      | 8                  | 16               | 17                   |
| Разом    | 81      | 18                 | 39               | 24                   |